# Hyalopseustis
Hyalopseustis é um gênero de traça pertencente à família Agonoxenidae.